# Maison Bonnier, Torsgatan
La maison Bonnier (en suédois : Bonnierhuset) est un édifice du quartier de Norrmalm à Stockholm en Suède,.

## Description
La maison Bonnier est un bâtiment de 61 mètres de haut situé dans le centre de Stockholm, à l'adresse Torsgatan 21, près de S:t Eriksplan.
Le bâtiment, propriété de Bonnier Fastigheter AB, a été construit à l'origine comme un bâtiment de bureaux et d'impression pour la maison d'édition Åhlén & Åkerlunds.
Le complexe a été achevé en 1949 et a été conçu par Ivar Tengbom et son fils Anders Tengbom après un concours d'architecture gagné en 1937, mais la Seconde Guerre mondiale a retardé le début de la construction. Bonnierhuset est ainsi devenu le premier gratte-ciel en béton construit après la guerre.
Les façades sont revêtues de briques de façade jaunes divisées en damier.
La partie supérieure abritait les salles de rédaction et les bureaux, et la partie inférieure abritait l'imprimerie, l'atelier de reliure et les installations de stockage et de distribution. Au cours des années 1960 et 1970, la section basse en direction de Torsgatan et Lokstallsgatan a été agrandie avec de nouveaux bâtiments intégrés au complexe.
Les extensions ont reçu le même langage de façade que les parties de 1949. De 1989 à 1995, une rénovation complète a été réalisée selon les plans d'Anders Tengbom. Dans ce contexte, les locaux de production ont été transformés en bureaux.
Le bâtiment a abrité pendant une courte période Bonnier Magazines & Brands, qui a déménagé à Marieberg en 2019.
Le plus important locataire externe est le cabinet comptable Öhrlings PricewaterhouseCoopers.
La direction du groupe Bonnier a déménagé de Bonnierhuset vers d'autres locaux sur Kungsgatan à Stockholm en 2008, mais est située à Atlasmuren 1 depuis avril 2016.
L'ancienne terrasse ouverte face à Torsgatan a été construite en 2006 avec Bonniers Konsthall, conçue par l'architecte Johan Celsing.

## Galerie

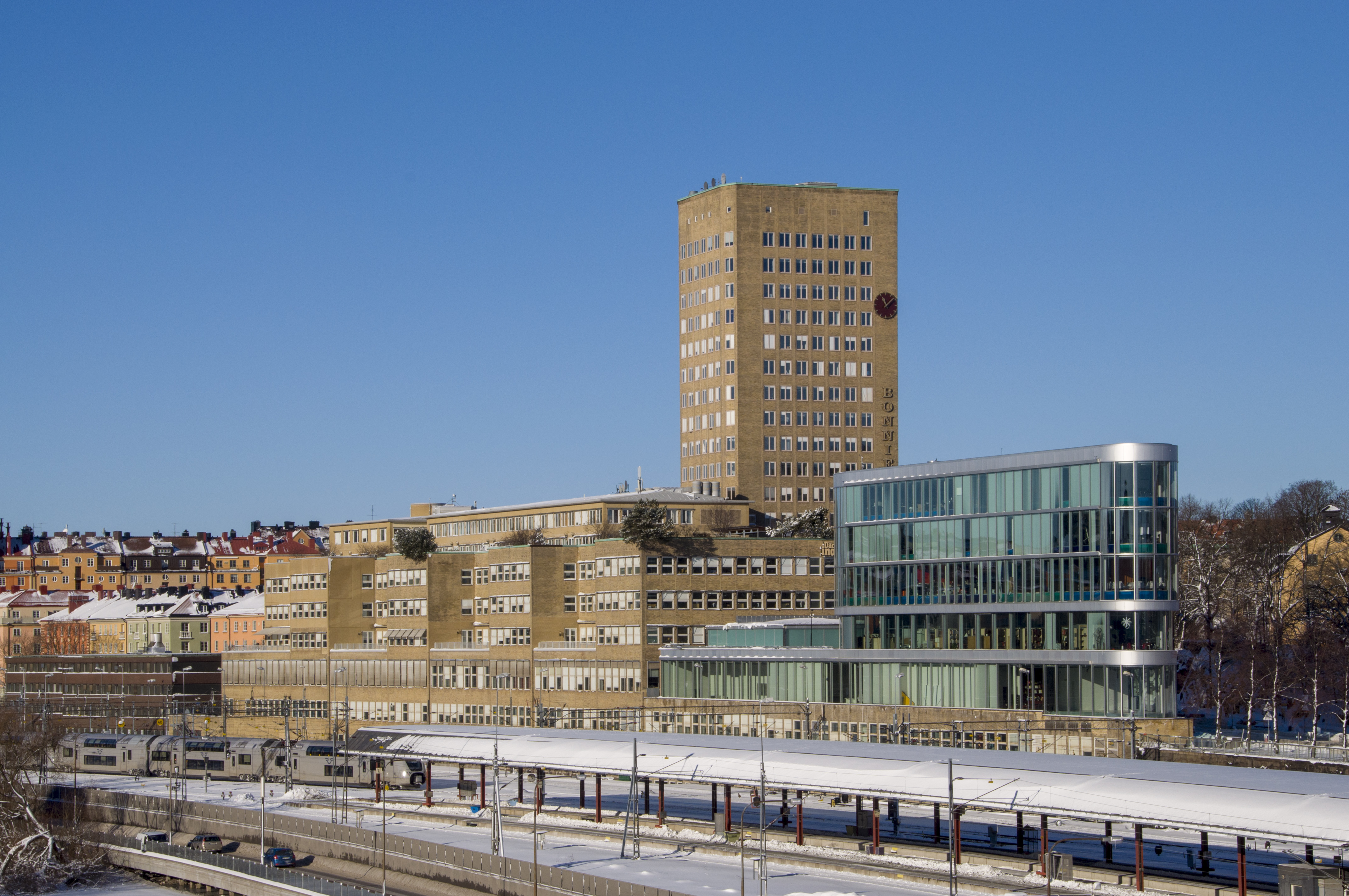
Maison Bonnier vue de Kungsholmen.
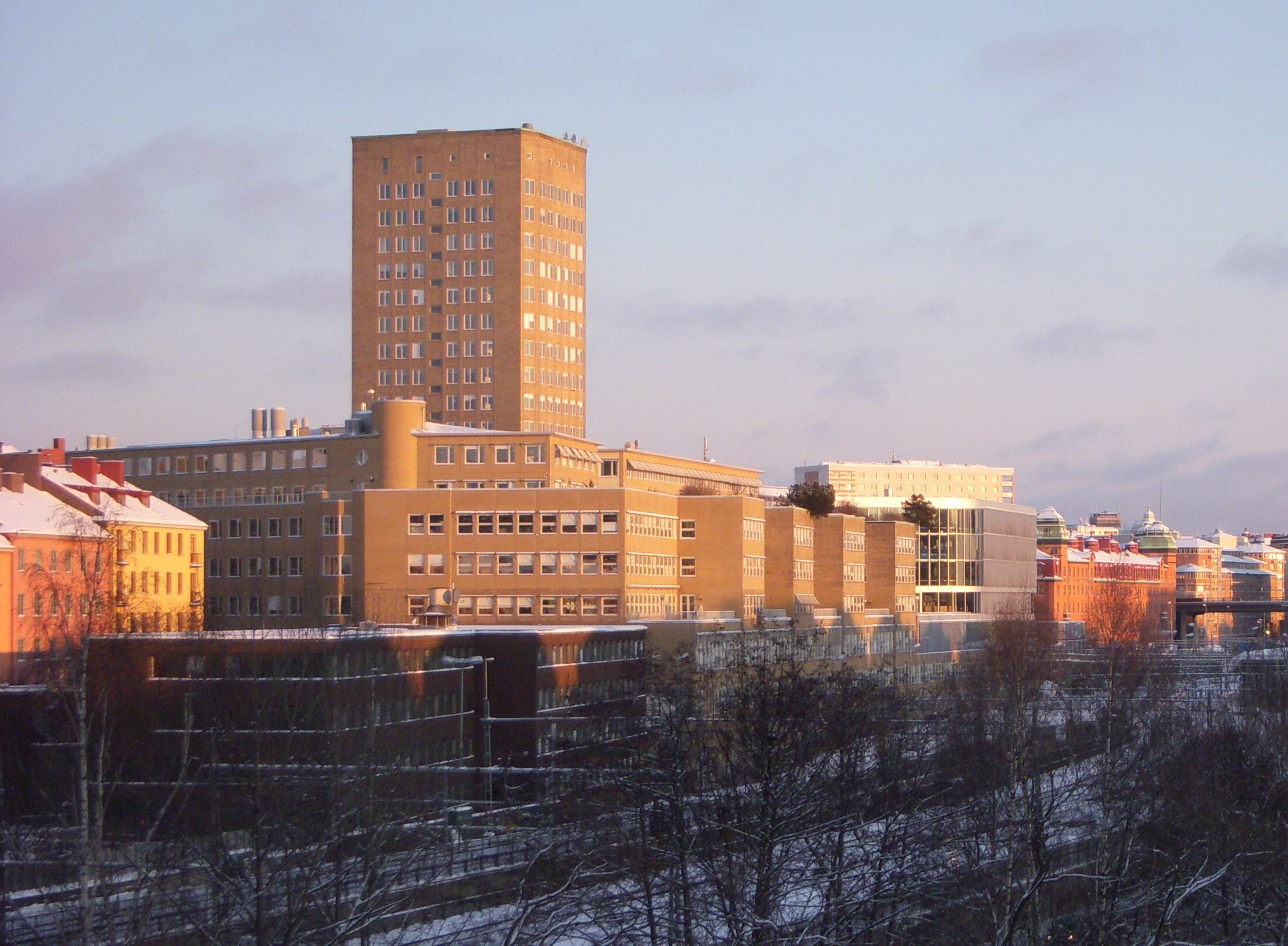
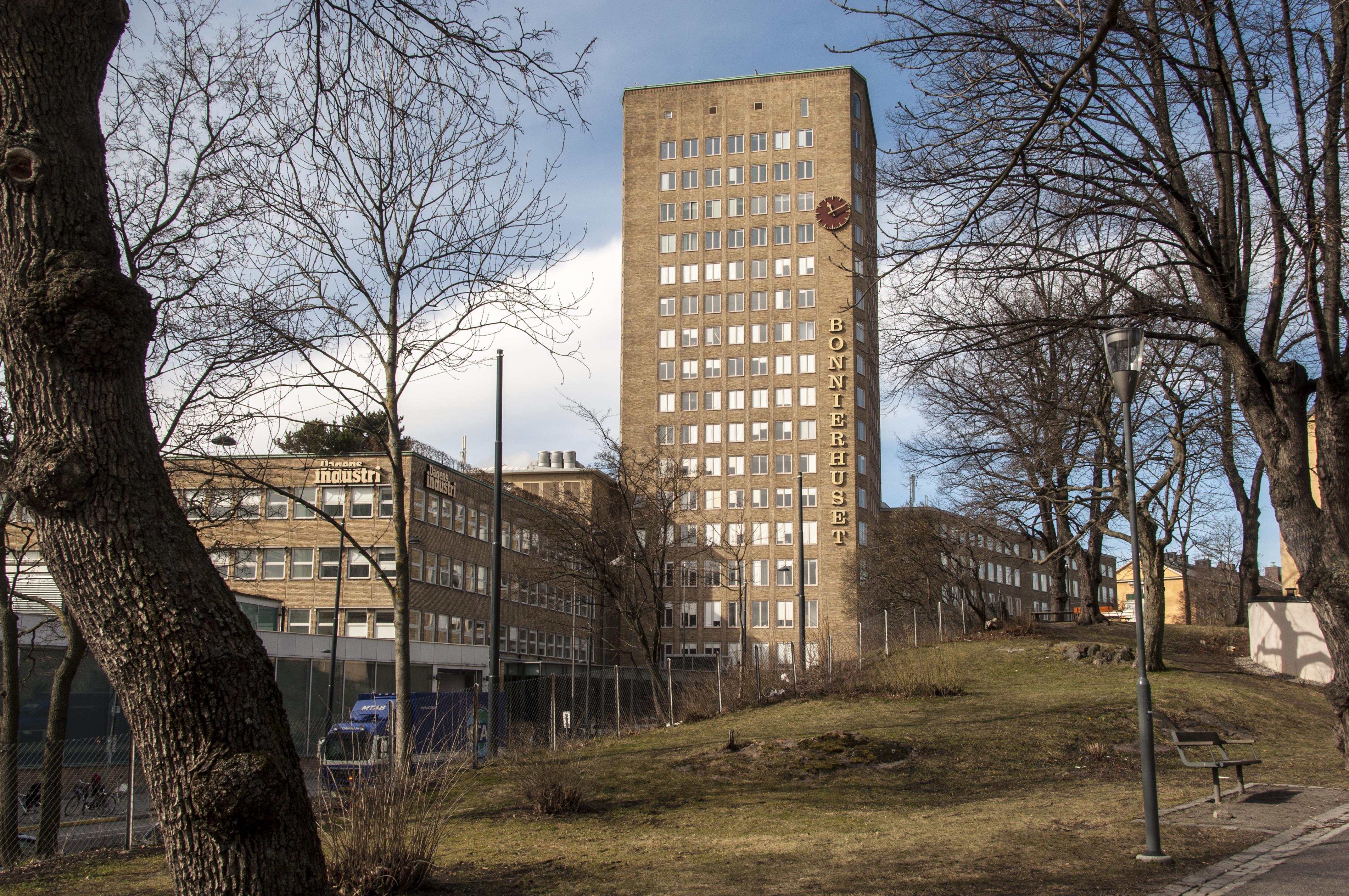